# 사벌중학교
사벌중학교는 경상북도 상주시 사벌면 엄암리 24-1에 있었던 공립 중학교이다. 2007년에 학생 수가 급감하여 사벌고등학교와 함께 폐교되었다.

## 연혁
- 1971년 12월 20일 : 설립인가
- 1972년 3월 15일 : 사벌중학교 개교
- 2007년 3월 1일 : 폐교